# NGC 1483
NGC 1483 je galaksija u zviježđu Sat.

## Vanjske poveznice
- SEDS: NGC 1483